# Krasse Kacke
Krasse Kacke, französischer Originaltitel „Kikafé“, ist ein Kartenspiel des französischen Spieleautors Jonathan Favre-Godal, das im Jahr 2018 als internationale Version bei dem Verlag Blue Orange Games sowie später auf Deutsch bei Pegasus Spiele  erschienen ist. Im Mai 2019 wurde Krasse Kacke in die Empfehlungsliste der Jury des Spiel des Jahres  aufgenommen.

## Thema und Ausstattung
Bei Krasse Kacke handelt es sich um ein Reaktions- und Karten-Ablegespiel, bei dem die Mitspieler versuchen, möglichst alle Karten ihrer Kartenhand auf einen zentralen Ablagestapel auszuspielen und jeweils eine Karte zu benennen, die ein anderer Spieler noch auf der Hand hat. Benennt der Spieler keine mögliche Folgekarte, verliert er die Runde und bei drei verlorenen Runden das Spiel. Thematisch geht es darum, das Haustier zu bestimmen, dass einen Kothaufen im Wohnzimmer hinterlassen hat.
Das Spielmaterial besteht neben einer Spielanleitung aus 36 Karten, die je sechs verschiedene Tiere in sechs Farben zeigen. Jeder Spieler bekommt so einen Kartensatz aus sechs Haustieren: einer Schildkröte, einem Kaninchen, einem Hamster, einem Goldfisch, einer Katze und einem Papagei. Zudem gibt es 13 Kothäufchen.

## Spielweise
Vor dem Spiel bekommt jeder Spieler sechs Handkarten und nimmt diese auf.
Ein Startspieler (laut Anleitung der jüngste Spieler) legt eine beliebige Karte in die Tischmitte. Dabei sagt er, dass sein Haustier den Haufen nicht hinterlassen hat und es stattdessen ein anderes Tier war. Legt er also beispielsweise einen Papagei, sagt er:

„Es war nicht mein Papagei, es war ein Hase“

Dabei darf er frei eine der sechs vorhandenen Haustierarten wählen, auch das Haustier, dass er soeben gelegt hat:

„Es war nicht mein Papagei, es war ein anderer Papagei“

Einer der restlichen Spieler legt nun eine Karte auf den Tisch, die der Benennung entspricht und wiederholt den Vorgang. Dies wiederholt sich, bis kein Spieler die geforderte Karte ablegen kann. In diesem Fall wird das Haustier, das zuletzt gelegt wurde, als Übeltäter überführt und der Spieler bekommt einen Kothaufen; er hat diese Runde verloren.
Das Spiel endet, wenn ein Spieler drei Kothaufen bekommen hat. Gewinner ist der Spieler mit den wenigsten Kothaufen.

## Versionen und Rezeption
Das Spiel Krasse Kacke wurde von dem französischen Spieleautor Jonathan Favre-Godal entwickelt und 2018 bei dem Verlag Blue Orange Games in einer französischen Version als „Kikafé“ sowie in einer multilingualen Version unter dem englischen Titel „Who did it?“ veröffentlicht. Im gleichen Jahr erschien es als Lizenzausgabe in deutscher Sprache als „Krasse Kacke“ bei Pegasus Spiele, auf Polnisch bei Rebel („Kto to zrobił?“), als multilinguale Version für die nordeuropäischen Sprachen bei  Lautapelit.fi, auf Chinesisch bei One Moment Games, auf Spanisch bei Fractal Juegos („¿Quién fue?“) und auf Portugiesisch bei PaperGames („Quem Foi?“).
Das Spiel wurde auf mehreren Plattformen positiv bewertet. Der Spielekritiker Wieland Herold bewertet das Spiel mit seiner zweithöchsten Wertung „Gerne morgen wieder“ und Oliver Sack bezeichnet das Spiel in seinem Blog „Spielevater“ als „ein kurzes, einfaches und lustiges Spiel für Zwischendurch.“.
Im Mai 2019 wurde Krasse Kacke in die Empfehlungsliste der Jury des Spiel des Jahres  aufgenommen.

## Belege
1. 1 2 3 4 5  Spieleanleitung Krasse Kacke, Pegasus Spiele 2018
2. ↑  Krasse Kacke, Versionen bei BoardGameGeek. Abgerufen am 1. Juni 2019.
3. ↑  Wieland Herold: Krasse Kacke. Rezension auf „Mit 80 Spielen durch das Jahr“, 13. Juli 2018; abgerufen am 1. Juni 2019.
4. ↑  Oliver Sack: Krasse Kacke Rezension auf spielevater.de, 15. September 2018; abgerufen am 1. Juni 2019.
5. ↑  Krasse Kacke auf der Website des Spiel des Jahres e.V.; abgerufen am 1. Juni 2019.